# El Juicio Final (Fra Angelico)
El Juicio Final (témpera sobre tabla) es una pintura del artista del Renacimiento, Fra Angelico. Fue encargada por la Orden camaldulense para el abad recientemente elegido, el erudito y humanista Ambrogio Traversari. Está datado en distintas fechas: c.1425, 1425-1430 y 1431. Se colocó originalmente en la iglesia de Santa Maria degli Angeli, y ahora está en el museo de San Marco de Florencia. No debe ser confundido con otro Último Juicio de Fra Angelico, que está en la Gemäldegalerie de Berlín.

## Descripción
Como la mayoría de las obras de Fra Angelico, la iconografía es estándar para los tratamientos contemporáneos del Juicio Final. En el centro superior del cuadro, Cristo en Majestad se sienta sobre un trono blanco, rodeado por ángeles, María, Juan, y los santos. Cristo se muestra como juez de vivos y muertos; su mano izquierda señala hacia abajo, al Infierno, y su derecha, arriba al Cielo. A la derecha de Cristo está el paraíso, con los ángeles que dirigen a los salvados a través de un bello jardín, a una ciudad resplandeciente. En el medio están las tumbas rotas de los muertos resucitados, que han salido de sus tumbas para ser finalmente juzgados. A la izquierda de Cristo, los demonios conducen a los malditos al Infierno, donde los malvados son atormentados. Al fondo, Satanás mastica a tres condenados, y agarra a otros dos.